# Dia dos Fiéis Defuntos
Dia dos Fiéis Defuntos, Dia de Finados ou Dia dos Mortos é uma data que a Igreja Católica dedica aos mortos e suas almas, no dia 2 de novembro de cada ano.
Desde o século II, alguns cristãos rezavam pelos falecidos quando visitavam os túmulos dos mártires. No século V, a Igreja dedicava um dia do ano para rezar por todos os mortos já esquecidos. O abade Odilo de Cluny, no final do século X, pedia aos monges que orassem pelos mortos. Desde o século XI os Papas Silvestre II (1009), João XVII (1009) e Leão IX (1015) obrigavam a comunidade a dedicar um dia aos mortos. No século XIII essa data passa a ser oficialmente celebrada em 2 de novembro, um dia após a Festa de Todos os Santos. A doutrina católica evoca algumas passagens bíblicas para fundamentar sua posição (cf. Tobias 12,12; Jó 1,18-20; Mt 12,32 e II Macabeus 12,43-46) e é suportada por uma prática de quase dois mil anos.
O sepultamento dos mortos nas igrejas ou nos seus imediatos arredores permitia à comunidade sentir a continuidade da presença dos seus entes queridos na proximidade das suas vidas terrenas, ajudando a cimentar o conceito da Igreja enquanto comunidade peregrina (os vivos), sofredora (as almas em purificação no Purgatório) e triunfante (as almas santas no Paraíso). Se o dia de Todos os Santos celebrava estes últimos, principalmente os santos anónimos, o dia de Fiéis Defuntos honrava as almas do Purgatório e por estas eram oferecidas orações e sacrifícios.

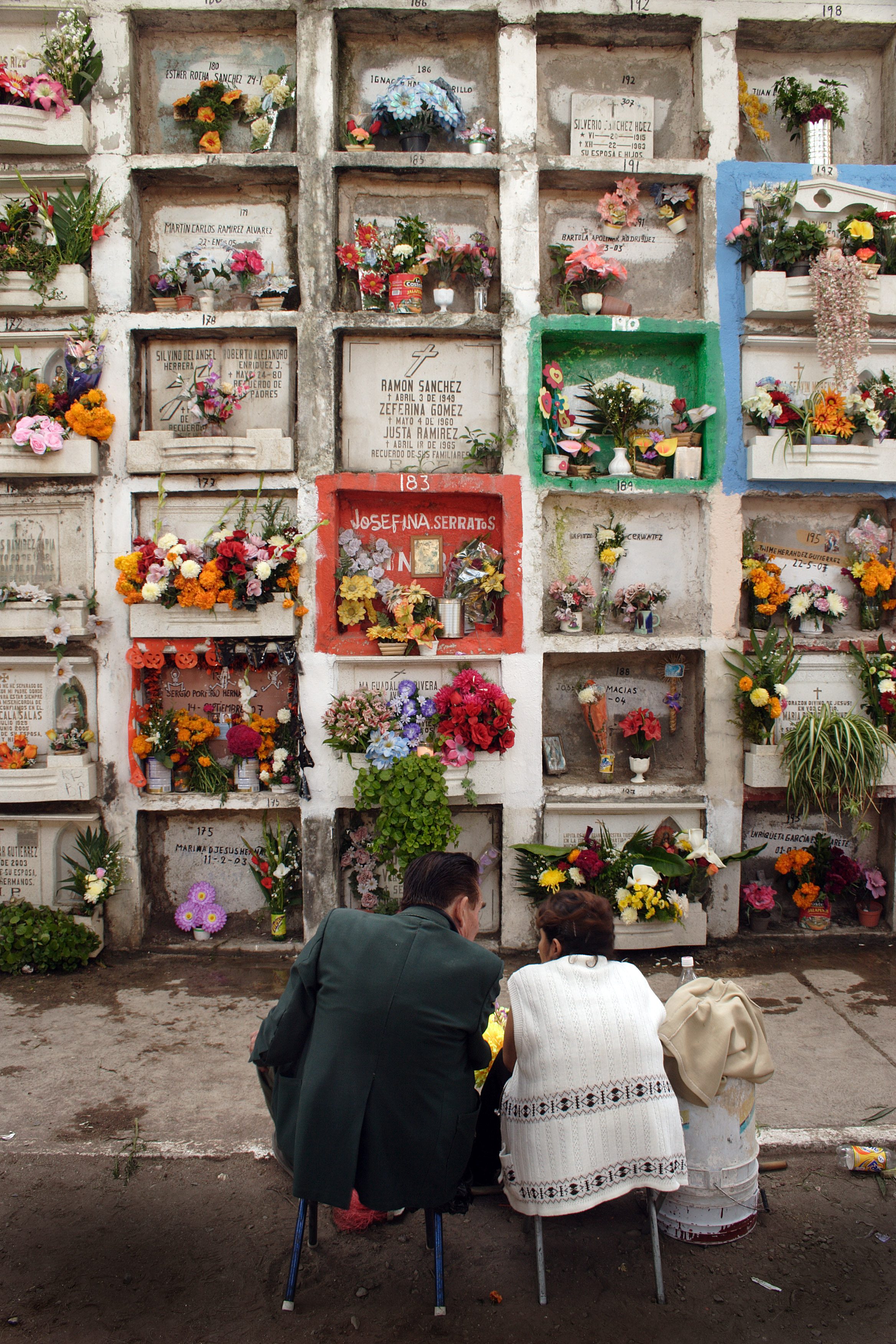
Dia de Finados em Guanajuato, México

## Tradição por religião

### Cristianismo protestante
Após a Reforma Protestante, a celebração do Dia de Finados foi fundida ao da Festa de Todos os Santos na Igreja Anglicana, posteriormente desmembrada no século XIX. A observância da comemoração foi restaurada em 1980, como "festividade menor" intitulada "Comemoração dos Fiéis Defuntos".
Para a Igreja Metodista, são santos todos os fiéis batizados, de modo que no Dia de Todos os Santos a congregação local honra e recorda seus membros falecidos.

## Tradição por país

### México
No México é comemorada a festa do dia dos mortos, bem característica da cultura nacional e que atrai muitos turistas de todo mundo.